# Christer Persson
Sven Göran Christer Persson, född 19 januari 1943 i Malmö, numera bosatt i Höllviken, är en svensk författare.

## Priser och utmärkelser
- 1969 – Aftonbladets litteraturpris
- 1970 – Lengertz litteraturpris